# باشگاه فوتبال پانیونیوس
باشگاه فوتبال پانیونیوس (به یونانی: ΠΑΕ Πανιώνιος Γ. Σ. Σ؛ به انگلیسی: Panionios F.C) یک باشگاه فوتبال یونانی واقع در نئااسمیرنی است که در سطح سوم فوتبال یونان رقابت می‌کند. این باشگاه قدیمی‌ترین باشگاه فوتبال یونان است.
مسعود شجاعی، احسان حاج‌صفی و کریم انصاری فرد سابقهٔ بازی در این تیم را دارند.
پانیونیس تقریباً کل تاریخ خود (به جز ۲ مقطع) را در لیگ دسته اول یونان (در حال حاضر موسوم به سوپرلیگ) حضور داشته‌است. اما در حال حاضر در دسته سوم آماتوری فوتبال یونان موسوم به Gamma Ethniki شرکت می‌کند، زیرا نتوانست سرمایه‌گذاری کافی برای ادامه رقابت در سطح حرفه‌ای را مهیا کند.

## افتخارات
- آلفا اتنیکی
  - نایب قهرمان (۲): ۱۹۵۱، ۱۹۷۱
- جام حذفی یونان
  - قهرمانی (۲): ۱۹۷۹، ۱۹۹۸
  -  نایب قهرمانی (۴): ۱۹۵۲، ۱۹۶۱، ۱۹۶۷، ۱۹۸۹
- قهرمانی آتن
  - قهرمانی (۱): ۱۹۵۱
- جام بالکان
  - قهرمانی (۱): ۱۹۷۱
  - نایب قهرمانی (۱): ۱۹۸۶
- جام برندگان جام اروپا
  - مرحله یک چهارم نهایی (۱): ۱۹۹۸–۱۹۹۹

## ترکیب کنونی
تا تاریخ ۶ آگوست ۲۰۱۹
| شماره |               | پست       | بازیکن                      |
| ----- | ------------- | --------- | --------------------------- |
| 1     | فرانسه        | دروازه‌بان | Jérémy Malherbe             |
| 2     | عربستان سعودی | مدافع     | Amiri Kurdi                 |
| 3     | یونان         | مدافع     | Giorgos Saramantas          |
| 5     | برزیل         | مدافع     | Luiz Gustavo Domingues      |
| 7     | یونان         | هافبک     | Panagiotis Korbos (captain) |
| 8     | صربستان       | هافبک     | Novica Maksimović           |
| 11    | فرانسه        | هافبک     | Oumar Camara                |
| 12    | اسلوونی       | دروازه‌بان | Matic Kotnik                |
| 14    | یونان         | مدافع     | Dimitris Stavropoulos       |
| 15    | یونان         | مهاجم     | Orestis Sousonis            |
| 16    | یونان         | هافبک     | Giannis Oikonomidis         |
| 18    | یونان         | مدافع     | Vasilios Rentzas            |
| 19    | یونان         | هافبک     | Giannis Maniatis            |
| 20    | مکزیک         | هافبک     | Pedro Arce                  |
| 22    | یونان         | مدافع     | Thanasis Papageorgiou       |

| شماره |         | پست       | بازیکن                               |
| ----- | ------- | --------- | ------------------------------------ |
| 23    | یونان   | هافبک     | Sotiris Tsiloulis                    |
| 30    | یونان   | دروازه‌بان | Dimitrios Nikas                      |
| 32    | آلبانی  | مدافع     | Antonio Mico                         |
| 60    | مالی    | هافبک     | Abdoulaye Keita                      |
| —     | یونان   | مدافع     | Stefanos Evangelou                   |
| —     | یونان   | مدافع     | Nikos Baxevanos (on loan from Lazio) |
| —     | یونان   | مدافع     | Odysseas Lymperakis                  |
| —     | یونان   | مدافع     | Giannis Kiakos                       |
| —     | لهستان  | مدافع     | Sebastian Chrusciel                  |
| —     | یونان   | هافبک     | Manolis Kragiopoulos                 |
| —     | یونان   | هافبک     | Konstantinos Doumtsios               |
| —     | یونان   | مهاجم     | Giannis Papanikolaou                 |
| —     | گرجستان | مهاجم     | Bachana Arabuli                      |
| —     | یونان   | هافبک     | Nemanja Milojević                    |

## بازیکنان برجسته
- احسان حاج صفی
- مسعود شجاعی
- کریم انصاری فرد
- 🇺🇾 آلوارو الحاندر رکوبا ریبرو